# Nationalpark Doi Khun Tan
Der Nationalpark Doi Khun Tan (Thai: อุทยานแห่งชาติดอยขุนตาล) ist ein Nationalpark in der Nordregion von Thailand. Er wurde 1975 zum Nationalpark ernannt und ist damit der 9. des Landes.

## Geographie
Er umfasst ein Gebiet von 255,29 km² und liegt in den Bergen Nordthailands in den Provinzen Lamphun und Lampang, die Höhenunterschiede betragen zwischen 325 und 1373 Metern.
Das Gebiet des Nationalparks besteht aus schroffem, gebirgigem Terrain. Er ist Einzugsgebiet wichtiger Flüsse wie Mae Tan und Mae Tha. Die höchste Erhebung ist der Doi Khun Tan mit 1373 Metern Höhe.

## Klima
- Regensaison: Mai bis Oktober mit schweren Regenfällen zwischen Juli und August
- Wintersaison: November bis Januar, mit Temperaturen um die 5 °C
- Sommersaison: Februar bis April, mit Temperaturen bis zu 38 °C

## Flora und Fauna
Der Doi Khun Tan Nationalpark beherbergt tropische Regenwälder, Misch-, Laub- und Nadelwälder. Er ist Lebensraum vieler verschiedener Pflanzenarten.

### Pflanzenarten
- Teakbaum, bei einer Höhenlage zwischen 325 und 850 Meter
- Afzelia xylocarpa; das Holz wird „Makamong“ genannt
- Australische Rotzeder (Toona ciliata)
- Lagerstroemia calyculata
- Burma-Padouk

### Tierarten
- Gewöhnlicher Muntjak
- Sambar

## Sehenswürdigkeiten
- Khun-Tan-Tunnel: mit 1.352 Metern der längste Eisenbahntunnel Thailands
- Mae-Long-Wasserfall
- Tat-Moie-Wasserfall